# Любчо Нешков
Любчо Темелков Нешков е български журналист, собственик на информационната агенция БГНЕС.

## Биография
Любчо Нешков е роден на 29 юли 1964 година в Скопие в семейството на Темелко Нешков от Бело поле, Прилепско. По време на Титовия режим баща му е арестуван и прекарва 12 години в затвори и лагери за отстояване на българщината и за членство в нелегална антимакедонистка организация. През 1977 година Темелко Нешков с дъщеря си Славица емигрира в Белгия и след една година там пристигат и жена му и синът му Любчо. През 1985 година семейството завинаги се установява в България. Любчо Нешков завършва история и журналистика в Софийския университет „Свети Климент Охридски“. Работи като журналист във вестник „Стандарт“, а по-късно в Българската национална телевизия. Нешков става известен с репортажите си, отразяващи кризата в Косово в 1998 – 1999 година.
В 2001 година Любчо Нешков и сестра му Славица създават информационната агенция БГНЕС.